# 箕をふるう人
『箕をふるう人』（みをふるうひと、フランス語: Un vanneur）は、フランスの画家、ジャン＝フランソワ・ミレー（1814-1875）が、描いた油絵である。 1847年に描かれた最初のバージョンは1848年のパリのサロンに出展され、好評を得た作品である。ロンドンのナショナル・ギャラリーに収蔵されている。
この作品はそれまで歴史画や肖像画を多く描いていたミレーが、箕をふるって麦ともみ殻を選別する作業をする農民を描いた作品である。この作品は1848年のパリのサロンに歴史画の『バビロンの捕囚（La Captivité des juifs de Babylone）』とともに出展された。出展された1848年は2月に民衆が武装蜂起し国王ルイ・フィリップが亡命し、フランス第二共和政の樹立が宣言された年である。そのような共和主義的な気分の高揚が背景があって、一般の農民を描いたこの作品は高く評価されることになった。
自然主義の代表的な作品であるギュスターヴ・クールベ（1819-1877)の『石割人夫』(第二次世界大戦中に焼失)が描かれたのもこの年であり、この作品がクールベにインスピレーションを与えた可能性がある。ミレーにとっても、農民の生活を題材に描いて成功した最初の作品であり、その後共和国政府から注文を受け、農民を主題とした『刈入れ人たちの休息』を制作し、1850年には『種まく人』（ボストン美術館）などを描いた。
ミレーの描いた『箕をふるう人』はナショナル・ギャラリーの作品の他、サイズの小さいルーブル美術館に収蔵のものと、オルセー美術館に収蔵のものがあり、すべて1848年までに描かれた。ルーブル美術館のものはフランスの収集家アドルフ・ベルリーノらの所有を経て、ルーブル美術館に寄贈された。オルセー美術館のものは第二共和政、臨時政府の内務大臣を務めていたアレクサンドル・オーギュスト・ルドリュー＝ロラン（Alexandre Auguste Ledru-Rollin: 1807–1874）が直接買いとったものであるがルドリュー＝ロランはナポレオン三世との政争に敗れ、1849年にロンドンに亡命し、作品もロンドンやベルギーなどを経てパリに戻りオルセー美術館に収蔵された。サロンに展示された作品はアメリカに渡り、一時行方不明となったが1972年にアメリカで発見され数年後にロンドンのナショナルギャラリーに収蔵された。

## 関連作品

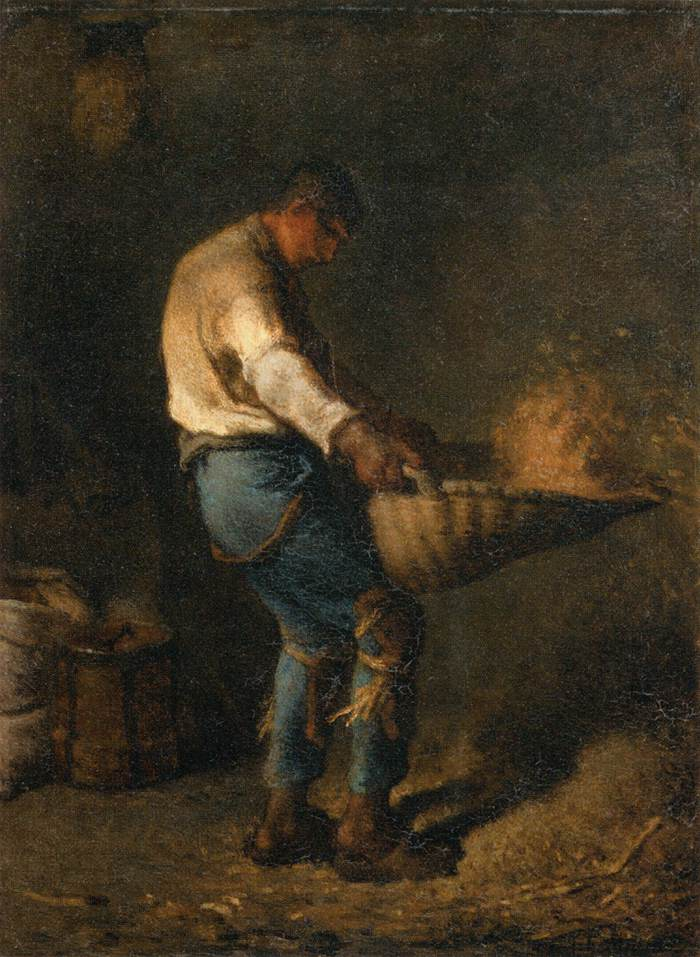
ルーブル美術館の『箕をふるう人』、サイズが38cm×29cmと小さい
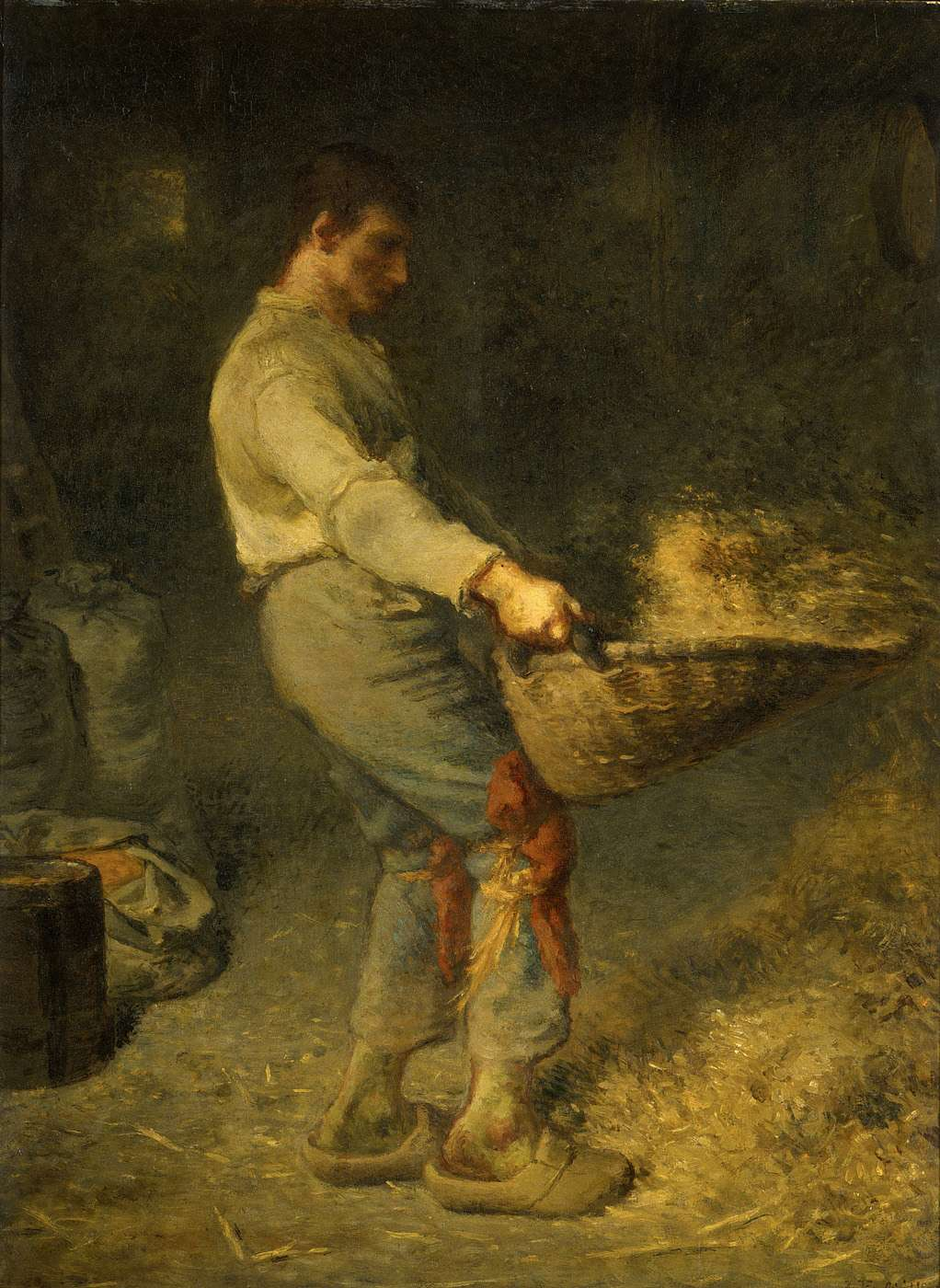
オルセー美術館の『箕をふるう人』、サイズは79.5cm×58.5cmと小さい
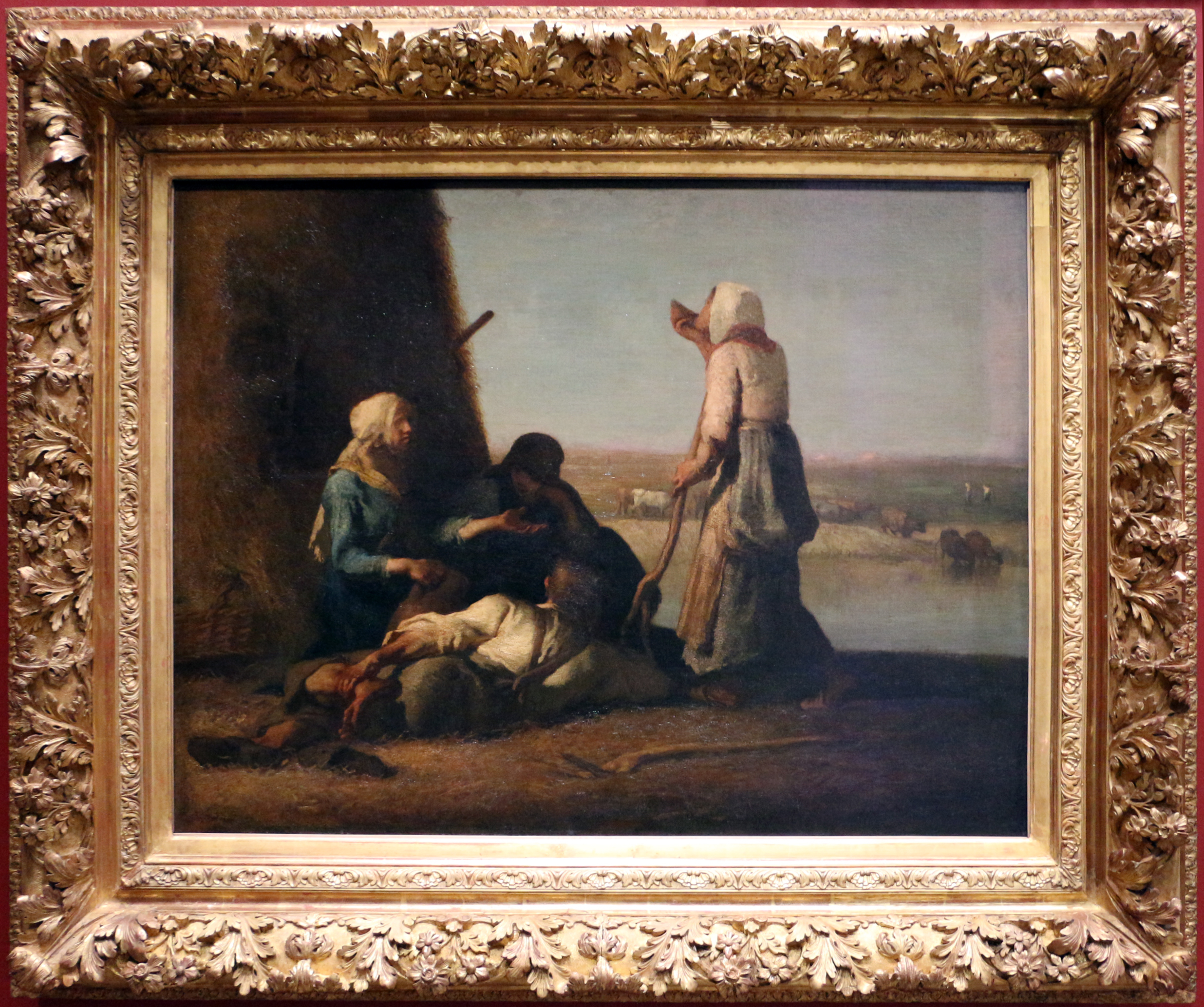
ミレー作、『刈入れ人たちの休息』(1848)
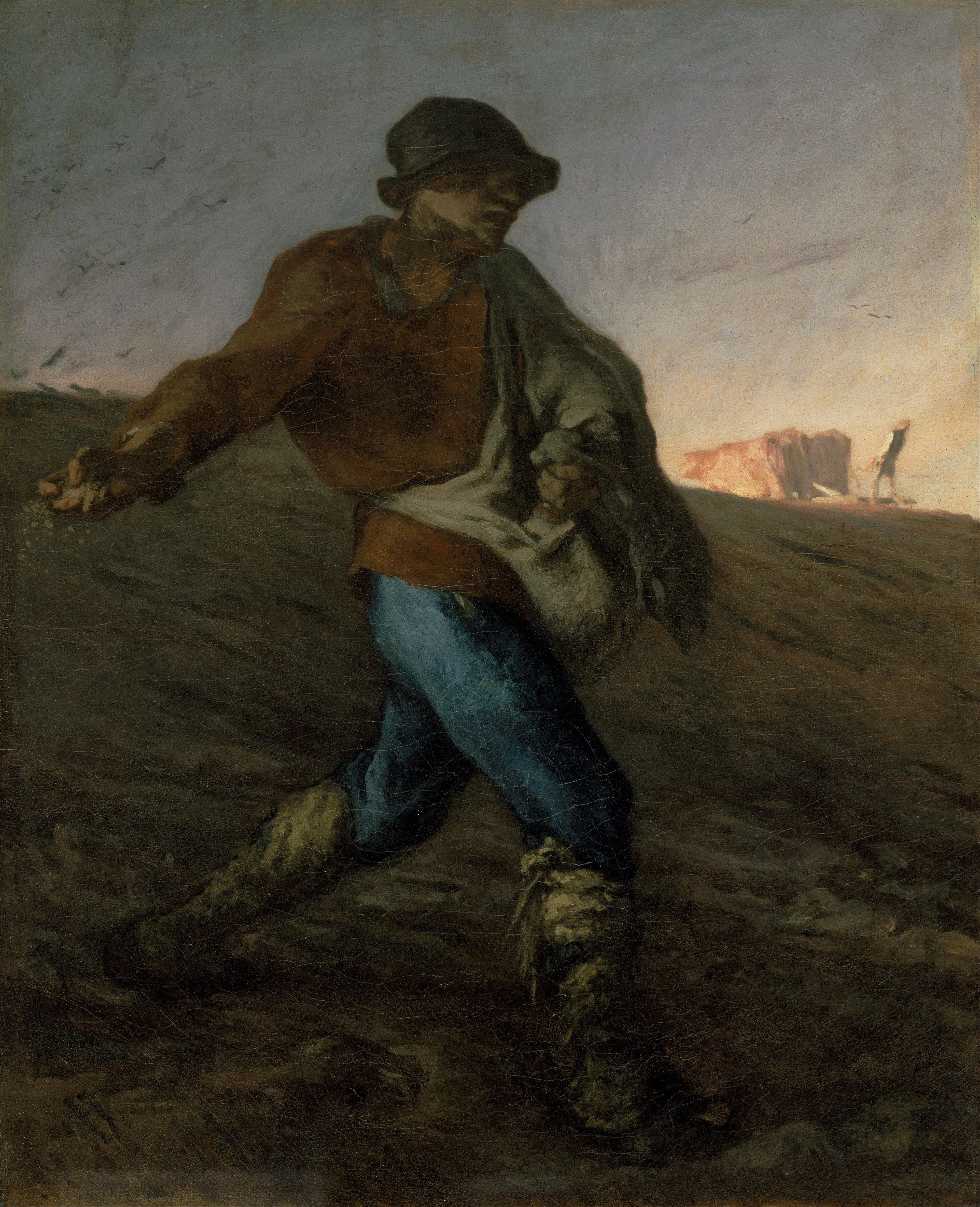
ミレー作『種まく人』(1850)
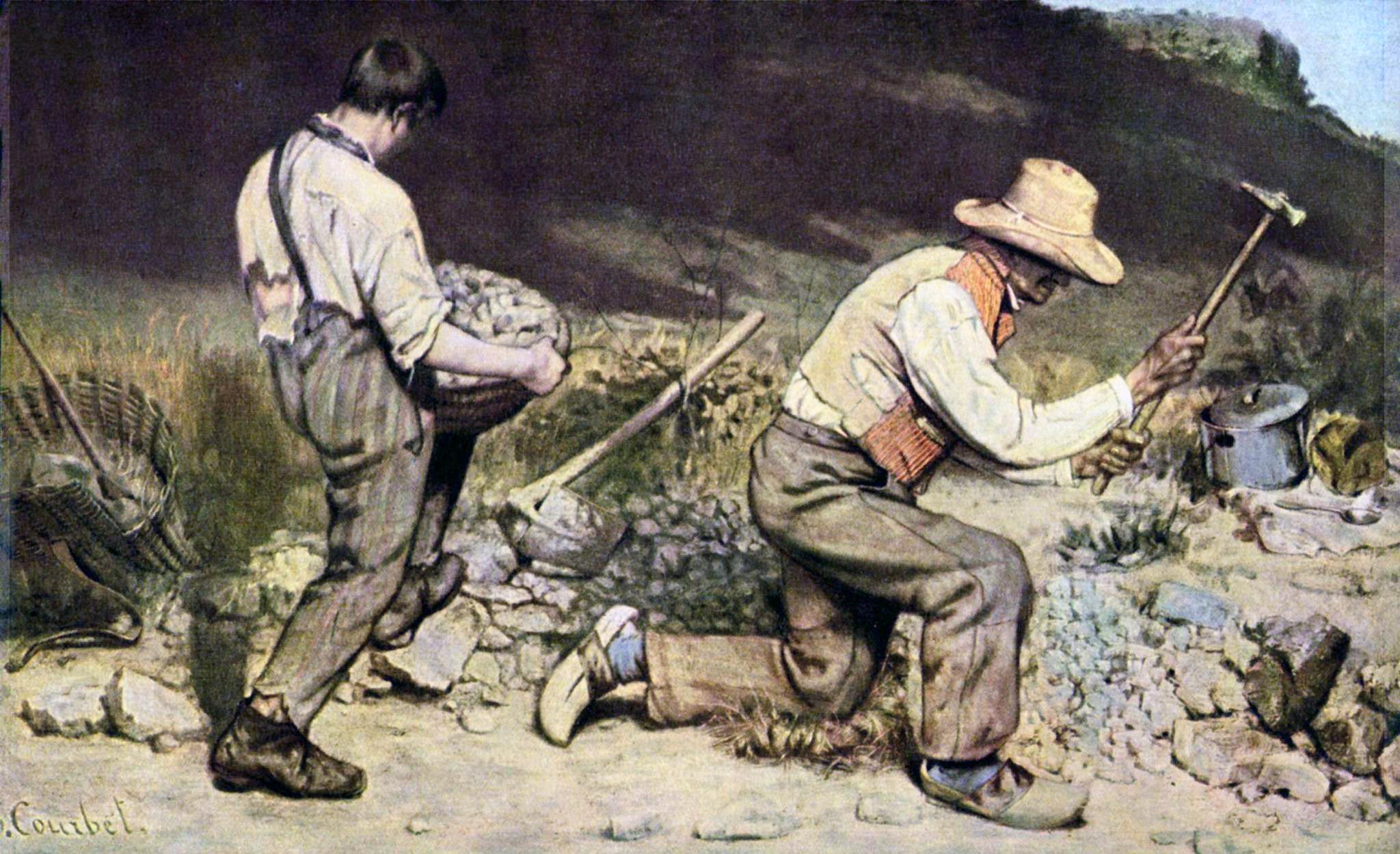
クールベ作『石割人夫』(1948)